# Isorropus sibyllae
Isorropus sibyllae är en fjärilsart som beskrevs av Druce 1885. Isorropus sibyllae ingår i släktet Isorropus och familjen björnspinnare. Inga underarter finns listade i Catalogue of Life.